# 道の駅ふたつい

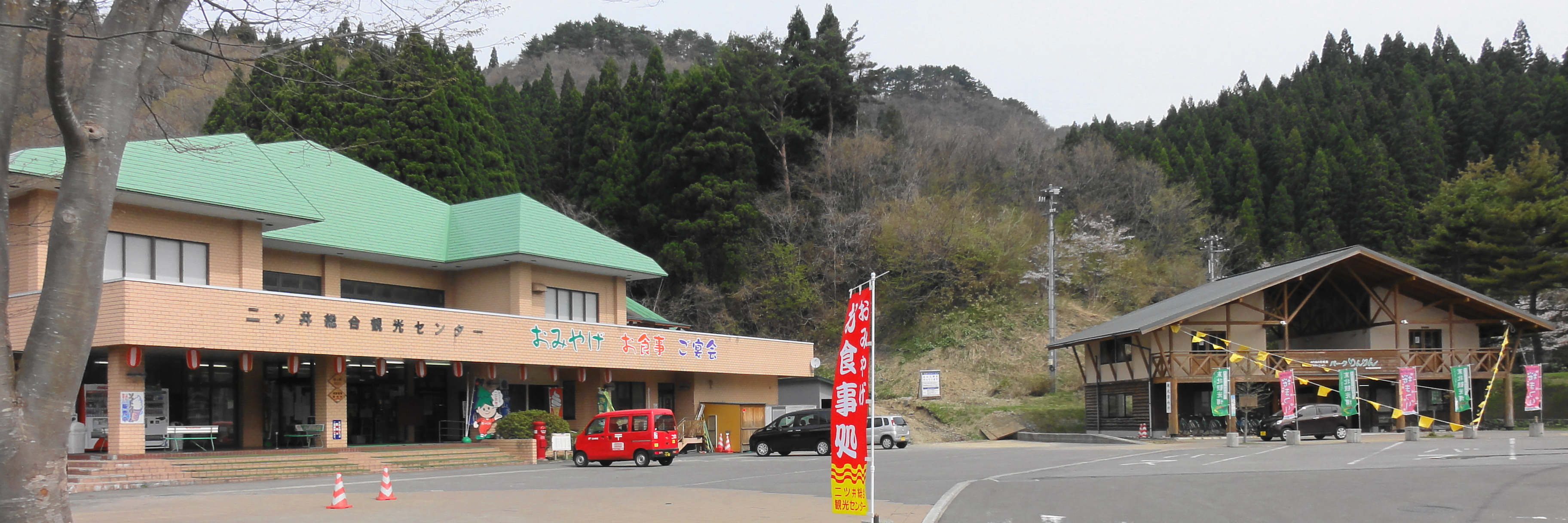
移転前の旧道の駅

道の駅ふたつい（みちのえき ふたつい）は、秋田県能代市二ツ井町小繋にある国道7号の道の駅である。愛称はきみまちの里。きみまち阪の近くにある。

## 概要
1994年（平成6年）に登録された。道の駅登録に先立ち、1982年（昭和57年）に秋田県観光課により景勝地きみまち阪に隣接して「二ツ井総合観光センター」が設置され、その後1991年（平成3年）度から1993年（平成5年）度にかけ、当時の二ツ井町により「きみまちの里づくり事業」として周辺の整備が進められ、歴史資料館・トイレ・テニスコート・遊びの広場等の施設が整備されるに至った。トイレはふるさと創生事業の資金を活用して整備された「1億円トイレ」と称されるものである。
一般国道7号二ツ井今泉道路整備に伴い、これまでの道の駅周辺の用地をインターチェンジ等に転用するため、移転再整備が計画され、国道7号を挟んだ反対側の場所に移転し、2018年（平成30年）7月8日にプレオープン、同年7月15日にグランドオープンした。
2016年（平成28年）1月27日、国土交通省により地方創生の拠点としての取り組みを支援する「重点道の駅」に選定された。

## 施設
- 駐車場[6]
  - 普通車 115台
  - 大型車 23台
- トイレ[6]
- レストラン「koikoi食堂」（11:00 - 18:00）[6]
- 産直・物販コーナー（9:00 - 18:00）[6]
- 軽食コーナー　「福多珈琲」「GRISSINI」（9:00 - 18:00）[6]
- 歴史・民俗資料コーナー（9:00 - 18:00）[6]
- キッズコーナー（9:00 - 18:00）[6]
- 河川防災ステーション[6]
- 川の駅エリア[6]
- 給電スタンド[6]

## 休館日
- 1月1日・2日

## アクセス
- 国道7号 - 登録路線
- 秋田県道3号二ツ井森吉線
- 秋田県道322号きみまち阪公園素波里湖線

### 路線バス
「道の駅ふたつい」停留所に停車する路線バス
- 夜行高速バス ジュピター号（秋北バス）
- 高速バス 大館・鷹巣・二ツ井 - 秋田線（秋北バス）
- 二ツ井コミュニティバス（能代市のコミュニティバス）
  - 種梅線、天神線、田代線の3路線すべてが停車する[8]。